# Discophora odorata
Discophora odorata är en fjärilsart som beskrevs av Hans Fruhstorfer 1911. Discophora odorata ingår i släktet Discophora och familjen praktfjärilar. Inga underarter finns listade i Catalogue of Life.